# ورنك تكساني
ورنك تكساني (الاسم العلمي:Raja texana) (بالإنجليزية: Roundel skate)‏ هو نوع من الأسماك يتبع جنس الورنك من الفصيلة الورنكية.